# ザ・ガーデン (映画)
『ザ・ガーデン』（The Garden ）は、1990年公開のデレク・ジャーマンの映画。同性愛とキリスト教との関係を主題に据えている。チャンネル4、ブリティッシュ・スクリーンおよびZDFと共同したバジリスク・コミュニケイションズに努めているジェームズ・マッケイがプロデュースした。

## 概要
「庭」はエデンの園と比較されているとされる。HIV陽性のジャーマンがこの映画を作成していた時に彼はエイズによる死に直面していた。逮捕されて厳しく恥をかかされて、苦しめられて殺された、外見上は無罪な同性愛カップルに同情的に描かれている。なお、この映画が作られた時、イギリスではセクション28という法律が制定されようとしており、ジャーマンは積極的に反対する姿勢を示した。サイモン・フィッシャー・ターナーによってサウンドトラックが作られ、デレク・ブラウンがデザインを手掛けた。

## 出演
- マドンナ：ティルダ・スウィントン
- ジョニー・ウィルズ
- ロジャー・クック
- スペンサー・リー
- デビル：ピート・リー・ウィルソン
- ジョセフ：フィリップ・マクドナルド
- スペンサー・リー
- マイケル・ガフ